# سكوت بيترسون (سجين)
سكوت بيترسون (بالإنجليزية: Scott Peterson)‏ هو سجين أمريكي، ولد في 24 أكتوبر 1972 في سان دييغو في الولايات المتحدة.

## وصلات خارجية
- سكوت بيترسون على موقع إن إن دي بي (الإنجليزية)